# Ana Bjelica
Ana Bjelica (kyrillisk skrift: Ана Бјелица), född 3 april 1992 i Belgrad, är en serbisk volleybollspelare (spiker). Med Serbiens landslag har hon vunnit VM 2018 och 2022 samt EM 2017 och  2019.
Hon har två syskon, Milko Bjelica och Milka Bjelica, som spelar basketboll på elitnivå; de har dock valt att representera Montenegro istället för Serbien. Ana debuterade i U-18-landslaget 2009 och tog VM-silver med det laget. Ett år senare tog hon EM-silver med U-19-landslaget och var bästa poängvinnare vid mästerskapet.
På klubbnivå har Bjelica med ett stort antal klubbar och vunnit flera titlar. Med OK Röda stjärnan Belgrad blev hon serbisk mästare 2009/2010, 2010/2011, 2011/2012 och 2012/2013 och vann serbiska cupen 2009/2010. med Chemik Police blev hon polsk mästare 2013/2014 och 2014/2015. Med Volero Zürich blev hon schweizisk mästare 2017/2018. Med ŽOK Železničar Lajkovac vann hon serbiska cupen 2020/2021.
Hennes tid med Beijing BAIC Motor innebar inga matcher p.g.a. COVID-19-pandemin.